# FreeRTOS
FreeRTOS er en populær realtidsstyresystem til indlejrede systemer og disses enheder. FreeRTOS er blevet portet til 31 forskellige microcontrollerfamilier. FreeRTOS bliver distribueret under GPL med en mulig undtagelse. Undtagelsen tillader at udviklerfirmaers anvendte proprietære kode forbliver lukket kildekode men bibeholder at kernen selv er open source og dermed faciliterer anvendelsen af FreeRTOS i proprietære anvendelser.

## Relaterede projekter

### SafeRTOS
SafeRTOS blev konstrueret som en komplementært tilbud til FreeRTOS, med fælles funktionalitet men med en høj sikkerhed egnet til kritiske systemer. SafeRTOS blev udelukkende udviklet i C for at opfylde certificeringen IEC61508.

### OpenRTOS
Et andet relateret projekt er OpenRTOS hvis kode er identisk med FreeRTOS men med andre licensbetingelser. OPENRTOS licensen fjerner alle referencer til GPL og dets implikationer. OpenRTOS er et kommerciel produkt. OPENRTOS brugere har også adgang til fuld teknisk support.